# Vitjazbocht
De Vitjazbocht (Russisch: бухта Витязь) is een bocht aan de noordoostzijde van de Posjetbaai, binnen het schiereiland Gamova. De bocht wordt begrensd door Kaap Tarantsev aan noordzijde en Kaap Sjoelts aan zuidzijde en is gericht op het zuidwesten. Aan de noordoostelijke rand ligt de gelijknamige plaats Vitjaz.

## Geografie
De noordwestelijke en zuidoostelijke kusten van de baai zijn hoog, rotsachtig en worden begrensd door zand- en kiezelstranden met vele verspreide rotsblokken. Kaap Sjoelts bevindt zich aan het einde van het gelijknamige schiereiland, die uitsteekt vanuit het uiteinde van het schiereiland Gamova, dat hier wordt gevormd door de berg Toemannaja (497 meter). De noordoostelijke kust van de Vitjazbocht wordt gevormd door een nauwe landengte, die Gamova met het vasteland verbindt. De kust is hier laag en zanderig en grenst aan een vallei, waardoorheen een beek stroomt die uitmondt in de Vitjazbocht. De kusten zijn begroeid met bos (eiken en elzen), stuikgewas (o.a. rozenbottels) en gras. Na stormen kunnen algen worden afgezet op de stranden.
De bocht loopt vanaf de kusten langzaam op in diepte, tot ongeveer 31 meter aan de monding en 36,5 meter iets daarvoor. De bodem bestaat vooral uit silt en zand. De baai staat open voor zuidwestelijke en zuidelijke winden. Noordelijke en zuidoostelijke winden manifesteren zich door zware windstoten, die uit de bergen komen zetten. De bocht kent veel zeefauna als zeeanemonen, zeesterren, zee-egels, zeekomkommers, zakpijpen, Pectinidae, Mytilidae, zandspieringen en kelp.
Voor de zuidoostelijke kust van het noordoostelijke deel van de Vitjazbocht bevinden zich de Klykov-stenen, die rotsachtige uitlopers vormen van de kust en een hoogte van 0,9 meter hebben. Ze werden in 1881 vernoemd naar M. A. Klyov. De rotsen worden begrensd door riffen.
Aan noordzijde van de monding bevinden zich de Tarantsev-eilanden; 3 kleine rotseilandjes, die van elkaar worden gescheiden door nauwe met rotsen gevulde zeestraten. De eilandjes werden onderzocht tijdens de expeditie van Vasili Babkin in 1863 en zijn vernoemd naar P. I. Tarantsov (de eilandennaam is een verbastering hiervan). Het oostelijke eiland is het grootste, heeft een hoogte van 40 meter en is overgroeid met struikgewas, waar de andere beide eilanden met gras overgroeid zijn. De kusten van de eilanden zijn steil en zijn omringd door rotsen die onder en boven de waterspiegel uitsteken. Te midden van de eilanden is een lichtbaken geplaatst om schepen te waarschuwen. Rond de eilanden komen veel octopussen voor.

## Geschiedenis
De Vitjazbocht werd in 1862 en 1863 in kaart gebracht door de expeditie van luitenant-kolonel Vasili Babkin onder de naam Gamovbocht (бухта Гамова). In 1888 werd de bocht gedetailleerd onderzocht door de bemanning van het korvet Vitjaz en werd ze hernoemd naar dit schip.
Aan de zuidelijke monding ligt op een diepte van 8 tot 11 meter het wrak van de in Finland gebouwde Russische zeehondenjachtschoener Lachtak ("baardrob"; bouwjaar: 1953), dat Nevelsk als thuishaven had. Het wrak heeft een lengte van 39,5 meter en een maximale breedte van 9,3 meter. Nabij Kaap Gamov, iets ten zuidoosten van de bocht, bevinden zich de overblijfselen van het wrak van het stoomschip Vladimir, dat hier in 1897 zonk.

### Zeehonden- & dolfijnentrainingscentrum
Op de zuidelijke oever bevinden zich de overblijfselen van het voormalige zeehonden- en dolfijnentrainingscentrum van de Pacifische Vloot, dat opgezet werd in 1980 en dat samenwerkte met het Instituut voor Ecologie en Evolutie (vernoemd naar A.N. Severtsov). Er werd onderzoek gedaan naar de mogelijkheden om witte dolfijnen, stellerzeeleeuwen, larghazeehonden, gewone zeehonden en zeeberen in te zetten voor het detecteren van onderwatersaboteurs, het monitoren van gebieden met milieugevaren door chemische stoffen en het onderzoeken van pijpleidingen en kabels in de diepzee. Het station werd opgegeven in 1998 nadat een aantal dieren waren gestorven, de financiering werd beëindigd en geen nieuwe geldschieters konden worden gevonden. De overgebleven dieren werden overgebracht naar Novorossiejsk.